# Németh Gábor (labdarúgó, 1975)
Németh Gábor (Szombathely, 1975. május 21. –) magyar labdarúgó, kapus. Magyarországon több élvonalbeli klubban is megfordult. Pályafutását a Haladásban kezdte, majd játszott a Videoton, a Ferencváros, a Siófok, a Pécs, Vasas és a Honvéd csapatában is, míg 2010 végén távozott. A téli felkészülést a Vasasban kezdete meg.
Legnagyobb sikerei közé tartozik, a 2000/01-es szezonban, a Ferencvárossal elhódított magyar bajnoki cím. A következő bajnokságban ezüstérmesek lettek. 2006-ban, Magyar kupa döntőjében szenvedett vereséget csapatával, a Vasassal. 2009-ben szuperkupa győztes lett a Honvéddal. Ezeken a sikereken kívül, még az 1999/00-es szezonban bajnok lett a másodosztályban.

## Pályafutása

### Haladás
Karrierjét a szülővárosa csapatában, a Haladásban kezdte, 1996-ban. Első szezonja a felnőtt kerettel az 1996/97-es volt, a gárda pedig az első osztályban szerepelt. 1996. szeptember 4-én mutatkozott be a csapatában, egy BVSC elleni győztes bajnokin. A szezonban összesen kétszer játszott, és tizedikek lettek, a tizennyolc csapatból.
A következő szezonban már ő védte legtöbbször a vasi csapat kapuját, szám szerint huszonháromszor. Három helyet rontva az előző évhez képest, tizenharmadikok lettek.
Utolsó szezonját kezdte el a Haladásnál 1998. nyarán. Hússzor védte a tizennegyedikként végző csapat kapuját, ezzel megint ő állt a legtöbbször a gólvonal előtt a csapatából. A szezon után eligazolt, az akkor kieső Videotonhoz.

### Videoton
Az 1999/00-es szezont tehát a másodosztályban játszotta a székesfehérvári csapat, azonban rögtön sikerült a visszajutás a legjobbak közé. Németh mindössze tizenkétszer szerepelt az új csapatában. A szezon után eligazolt a Ferencváros csapatához.

### Ferencváros
A Fradi akkori edzője, Csank János volt. Németh az első szezonjában, a 2000/01-esben nyolcszor kapott szerepet. A bajnokság végén aranyérmes lett a csapat. Némethnek ez volt az első felnőtt bajnoki címe pályafutásában.
A következő évben, csak egy meccsen játszott a bajnokságban. A címvédés nem sikerült a zöld-fehéreknek, ezüstérmesek lettek, a játékos pedig a szezon után továbbállt a szintén első osztályú Siófok csapatához. Utolsó budapesti tétmérkőzését 2001. október 21-én játszotta a Honvéd ellen.

### Siófok
A 2002/03-as bajnokság ideje alatt volt a Siófok játékosa. A csapat remek teljesítményt nyújtott az egész évad alatt, és ötödikek lett, Németh pedig a harminckettő bajnoki meccsből, huszonötön védett. A szezon befejeztével a Pécs csapatához szerződött.

### Pécs
Első szezonja a 2003/04-es volt a Pécsnél. A bajnokságban hetedikek lettek, a tizenkettő csapat közül, így ez az eredmény a sima középmezőnyt jelentette. Németh huszonhat meccsen védte a baranyai kaput.
A második, egyben utolsó szezonját kezdte a 2004. nyarán. A 2004/05-ös bajnokságra, tizenhat csapatra emelték a bajnokság résztvevőinek a létszámát. A Pécs tizedik lett. Némethnek ez volt az első szezonja, amikor az összes bajnoki fordulóban játszott, azaz mind a harminc találkozón szerepet kapott. Ebben az évben a labdarúgó NB1 mérkőzéseit közvetítő RTL Klub az év csapatába is beválogatta.

### Vasas
2005. július 30-án mutatkozott be az angyalföldi csapatban, egy Győr elleni bajnokin. A bajnokság végén tizenötödik azaz kieső helyen zárt a Vasas, azonban Németh volt csapata, a Ferencváros kizárása miatt, mégis az első osztályban indulhattak a következő évadban is. Egyébként a kapus huszonnégyszer védte a Vasas kapuját. A kupában ezüstérmesek lettek a Videoton ellen elszenvedett kupadöntő miatt.
Következett a 2006/07-es szezon. A csapat megtáltosodott az előző évhez képest, és az ötödikek lettek. Németh négy meccsel többet játszva mint az azt megelőző szezonban, immár huszonnyolcszor játszott.
A 2007/08-as szezont kilencedik, a 2008/09-est pedig tizedikként fejezte be a Vasas. Az előbbiben huszonhétszer, az utóbbiban, huszonnégyszer kapott szerepet. A bajnokság után eligazolt a Honvéd csapatához.

### Honvéd
Három évre írt alá a kispestiekhez. 2009. július 25-én mutatkozott be a harmadik budapesti csapatában pályafutása során, a Honvédban. A Kaposvár elleni meccset végigvédte.

### Kecskemét
2011 nyarán kétéves szerződést kötött a lila-fehérekkel.
2012. augusztus 25-én a Győr elleni 5-1-es vereséget követően, a KTE vezetősége úgy döntött, nem tart igényt Németh szolgálataira.

### Paks
2013 januárjában féléves szerződést kötött a Pakssal, ahol ismét együtt dolgozik Szivics Tomiszlav vezetőedzővel.

## Sikerei, díjai
| Magyar bajnokság - első osztály - bajnok: 2000/01 - ezüstérmes: 2001/02 Magyar másodosztály - bajnok: 1999/00, 2014/15 | Magyar kupa - ezüstérmes: 2006 Magyar szuperkupa - ezüstérmes: 2006 |

## Külső hivatkozások
- Adatlapja az nso.hu-n (magyarul)
- Adatlapja a hlsz.hu-n (magyarul)
- Interjú Németh Gáborral a Vasas kapusával - www.keepersport.hu. (Hozzáférés: 2010. május 22.)[halott link]